# Casa al carrer de Santa Teresa, 9 (Begur)
La Casa al carrer de Santa Teresa és una obra eclèctica de Begur (Baix Empordà) inclosa a l'Inventari del Patrimoni Arquitectònic de Catalunya.

## Descripció
Edifici de planta rectangular amb un afegit que li forma un petit braç d'"L", i que es junta amb la galeria adossada a l'edifici (façana lateral esquerra). La casa fa cantonada a 3 carrers: la façana lateral esquerra al C/St. Josep, la dreta al de Sta. Anna, i la ppal, al de Santa Teresa. Aquesta és de PB i 2 plantes i està composta simètricament en plantes per un balcó continu en P pis i 2 balcons en P superior. Les obertures coincideixen verticalment, però a l'arribar a PB, dona lloc a la porta (dreta) i a 2 finestres laterals (la de l'esquerra seguint la composició vertical, i la de la dreta separada), però totes 3 obertures no tenen cap relació de mida. Totes les obertures són de llinda planera. La façana es clou amb una cornisa i una balustrada. La lateral dreta no segueix cap composició concreta i només les obertures de l'escala sobresurten. La posterior es mitjanera. L'esquerra dona a un petit jardí accessible també des del carrer. Per aquest costat es guanya una planta, en soterrani (desnivell del carrer). La galeria agafarà aquesta part baixa i 2 plantes més, restant la darrera amb obertures (portes) a la terrassa que dona la galeria. L'edifici es clourà com a la resta: barana de balustres. La terrassa de la galeria enllaçarà amb la de la petita "L", que és un cos massís amb una única obertura al tester. La galeria és de 4 mòduls per planta i hi aboquen les estances. En P inferior: pilars amb llinda de cairats de fusta (hi ha una sala exterior de volta rebaixada). A nivell de PB: pilars rectangulars bisellats i amb capitells de motllures que sostenen llindes de cairats de fusta. P superior: pilars octogonals amb capitells còncaus i que sostenen arcs carpanells. Les baranes són de balustres. Casa de color blanc.